# 貧女8403事件
貧女8403事件是2017年台湾发生的一起司法事件，涉及贫困人口、未成年人权益等问题。2017年8月17日經媒體報導，臺灣高雄地方法院（简称高雄地院）依強制執行程序查封女性當事人戶頭之8403元，又被稱為「台版悲慘世界」，並將該女性當事人稱為「貧女8403」。該案經報導後，高雄地院表示已撤銷該查封，但礙於法令規定仍保留對該案當事人之強制執行債權(含本金及歷年利息)。
該案經聲請釋憲，案經大法官會議決議不受理(108/06/14，107年度憲二字第121號；)，黃瑞明及詹森林兩位大法官均提出不同意見書，認為該案有釋憲之必要。
2020年9月24日，司法院第187次院會通過民事訴訟法訴訟救助修正草案，新聞稿聲明「幾年前高雄有一位少女，於年幼時，從未謀面的父親擅自以她的名義對自來水公司提出訴訟，並以無資力支出訴訟費用為由向法院聲請訴訟救助獲准，官司敗訴確定後，法院依民事訴訟法第114條規定裁定向少女徵收訴訟費用，少女戶頭僅有的8403元也遭到查封，本案經律師披露後，被稱為「貧女8403的哭泣」、「現代版悲慘世界」。「未來法律若經立法院通過，於施行前之此類案件，即使法院已經裁定兒少應繳納訴訟費用額確定，貧困兒少也可以在施行後3個月內向法院聲請減免訴訟費用。」